# Petit lycée

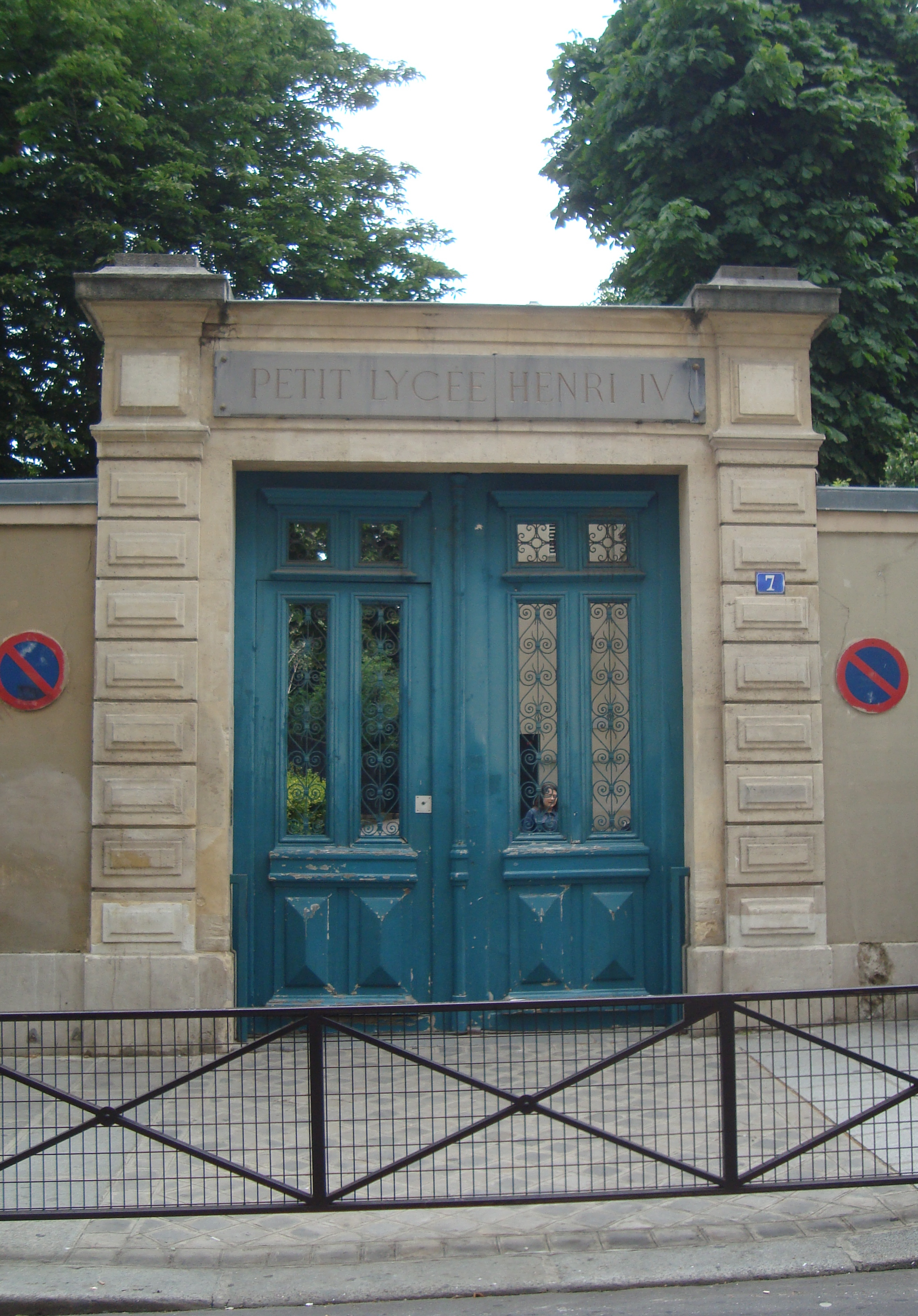
L’entrée de l’ancien petit lycée Henri-IV, au no 7 de la rue Clotilde à Paris. Elle est devenue l’entrée du collège Henri-IV, associé au lycée Henri-IV.

Le petit lycée (ou petites classes) était une filière d'enseignement élémentaire en France, au sein des lycées aux XIXe et XXe siècles. Menant de la onzième à la septième (du CP au CM2), elle était réservée aux enfants d'une population privilégiée, destinés au lycée,. 
Le terme de petit collège était utilisé pour les classes élémentaires des collèges, qui étaient alors des établissements secondaires gérés par les municipalités, par opposition aux lycées qui étaient, eux, gérés par l’État. 
Maintenus en dépit de trois mesures gouvernementales (1925, 1937 et 1945), les petits lycées n'ont disparu que dans les années 1960, lorsqu'ils ont dû céder leurs locaux, en raison de l'afflux d'élèves dans le second cycle et les classes préparatoires aux grandes écoles.

## Historique

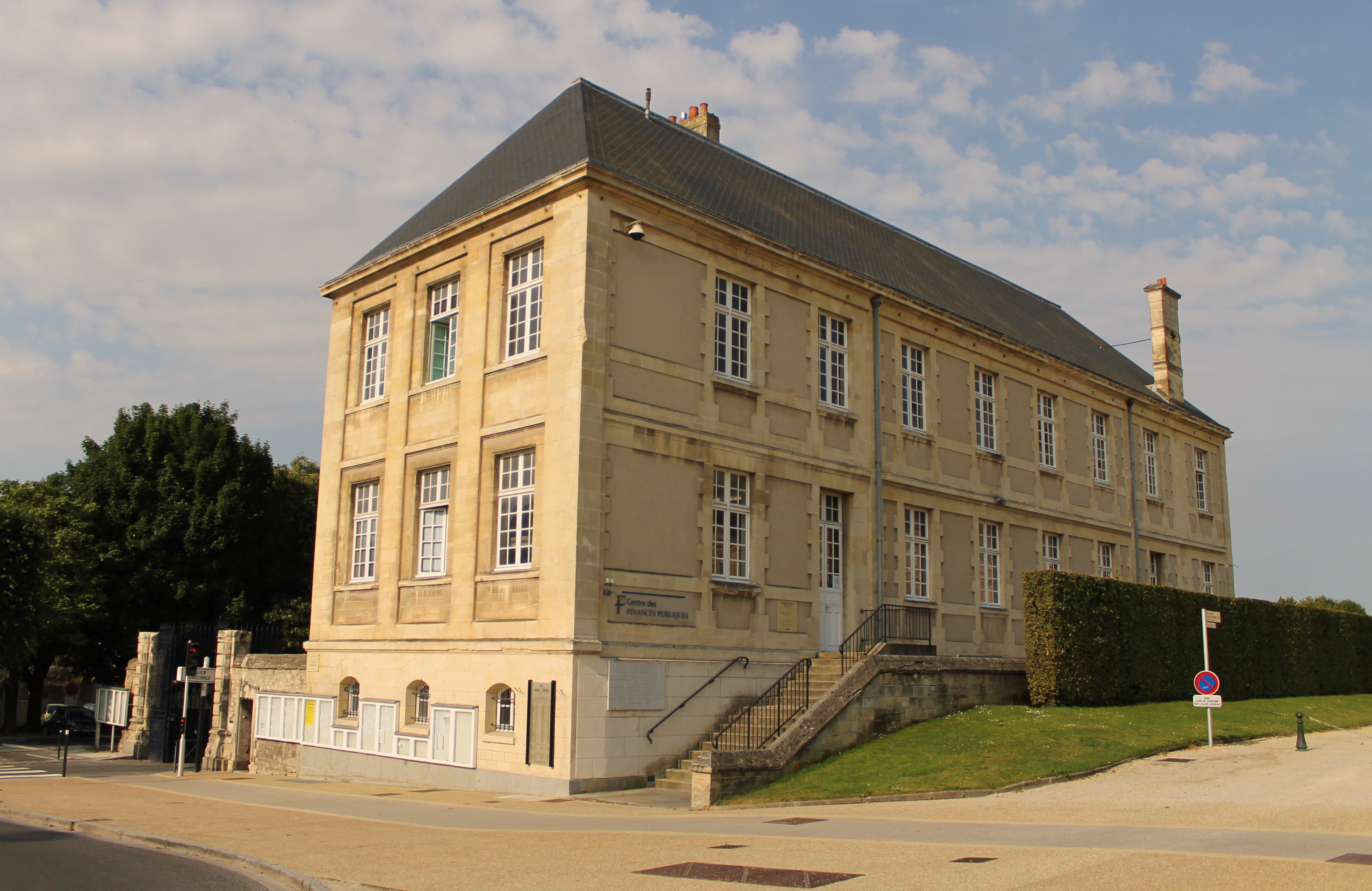
Bâtiment du petit lycée de Caen, à présent occupé par la police municipale.

### Logique d'ordres scolaires
Jusqu'en 1959, il n'y a pas en France de degrés (un parcours élémentaire, suivi d'un parcours secondaire) ; il y a des ordres parallèles : un « ordre du primaire », qui est l'école du peuple ; et un « ordre du secondaire », qui est l'école des privilégiés (notables, bourgeois).
Les maîtres enseignent dans l'ordre dont ils sont issus : l'école normale forme des instituteurs issus de l'ordre du primaire, l'université forme des professeurs issus de l'ordre du secondaire.
L'ordre du secondaire conduit de la onzième au baccalauréat. Au sein des lycées, existent donc des structures appelées « petits lycées » ou  « petites classes ». Elles accueillent dès leurs six ans, de la onzième à la septième, des élèves destinés non pas au certificat d'études comme dans l'ordre du primaire, mais au baccalauréat et à l'université,. L'enseignement est délivré, dans la plupart des cas, non par des instituteurs, mais par des professeurs spéciaux. C'est un enseignement payant, et il le reste, même lorsque l'externat devient gratuit dans les lycées, en 1928.

### Naissance
Le règlement sur l'enseignement dans les lycées du 19 septembre 1809 autorise la création de classes précédant celles de grammaire (correspondant au collège actuel) pour les élèves n'ayant pas reçu d'instruction primaire ou n'étant pas en état de suivre les classes de grammaire; les enseignants devaient avoir un baccalauréat en lettres. L'année suivante, le 27 mars 1810, ces classes reçurent le nom de « classes enfantines », et leurs enseignants « maitres élémentaires ».
Le 26 septembre 1872, les maîtres élémentaires de septième et de huitième reçurent le titre de professeurs.
Ces classes étaient divisées en deux parties :
1. classes préparatoires, regroupant les classes de 8e et 7e
2. classes enfantines et primaires, regroupant les classes de la 11e à la 9e, qui pouvaient être affectées à des instituteurs[9]

Certains lycées disposaient même de jardins d'enfants, les enfants pouvant être pré-scolarisés en 12e (équivalent de la grande section de maternelle).
L'augmentation de la population scolaire dans les lycées et les nouveaux besoins exigés par les progrès de l'hygiène rendent au XIXe siècle de plus en plus nécessaire l'agrandissement des établissements. Les solutions trouvées sont multiples : lotir des espaces de la parcelle qui ne l'étaient pas encore, acquérir des bâtiments mitoyens voire surélever l'édifice. Mais cela ne suffit pas toujours. Solution plus pérenne, l'administration encourage le développement des « petits lycées » dans des bâtiments annexes. Au motif initial d'éloigner les jeunes élèves des mauvaises manières des lycéens s'ajoute bientôt la nécessité de désengorger les lycées et d'aménager à la place libérée des équipements jugés nécessaires (cour, gymnase, internat). Il s'agit souvent d'annexes, simplement séparés du vieux lycée par une rue peu passante (petit lycée Fénelon de Paris) mais parfois situés beaucoup plus loin (petit lycée Condorcet), notamment en raison du manque de terrains disponibles, si bien qu'on y délocalise également certains équipements dédiés aux petites classes (administration, réfectoire, etc.) au point, note l'historien Marc Le Cœur, que ces établissements n’ont plus de « petit » que la dénomination : le « petit lycée Louis-le-Grand » est ainsi presque aussi vaste que l'originel. En conséquence, ces lycées finissent souvent par obtenir leur indépendance, ce qui est fait en 1891 pour le dernier établissement cité (lycée Montaigne).

### Latin et langue vivante

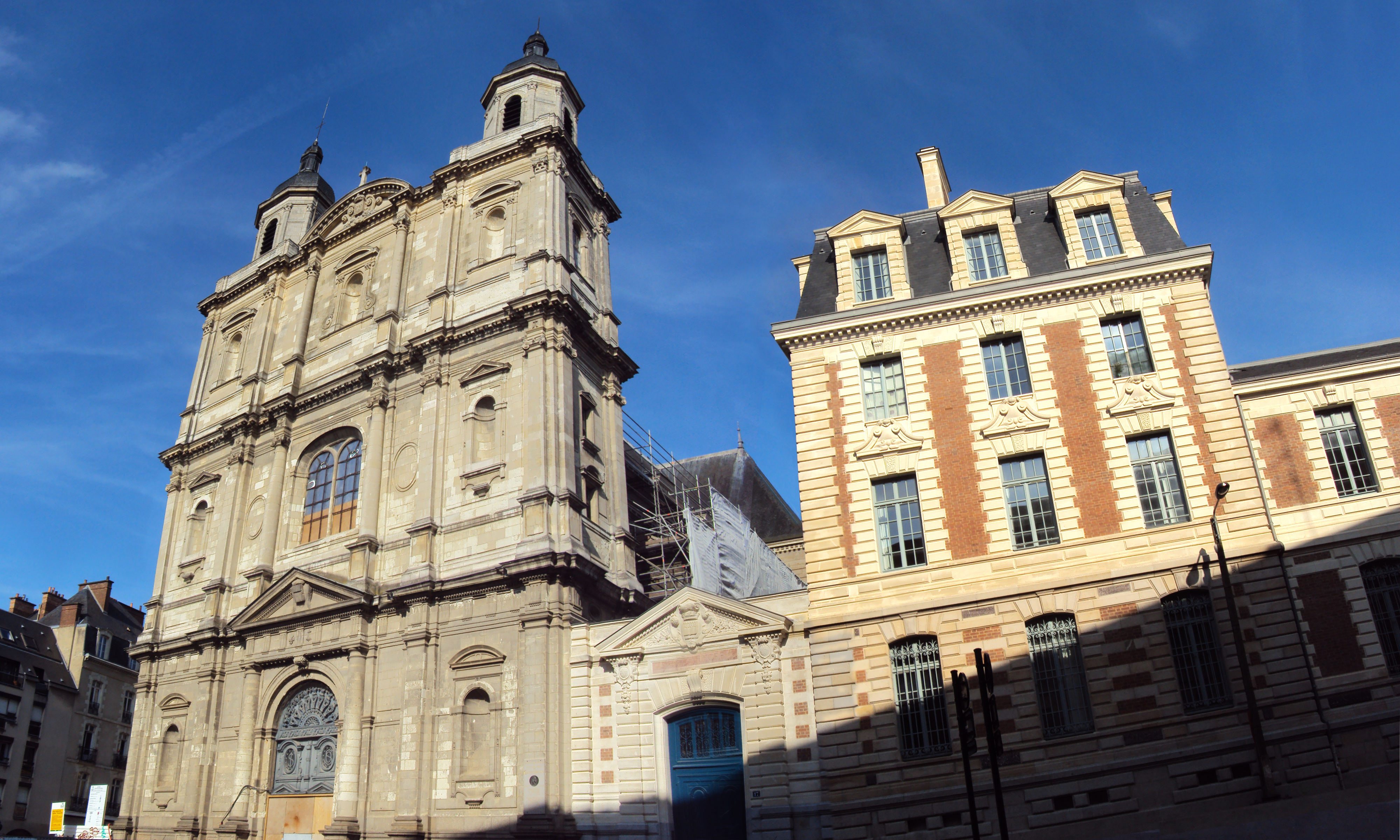
L'entrée du petit lycée de Rennes. À gauche, l'ancienne chapelle du collège Saint-Thomas, devenu lycée Émile-Zola.

Les élèves du petit lycée sont destinés à étudier à l'université, pour laquelle l'enseignement du latin est requis. Jusqu'en 1880, cet enseignement commence en huitième (équivalent du CM1 actuel),.
Jusqu'en 1917, les petits lycées se distinguent aussi de l'enseignement primaire en faisant débuter l'apprentissage d'une langue vivante,.
Les élèves issus du petit lycée rejoignent ensuite le lycée,, où se différencient les filières moderne et classique (dans cette dernière, les élèves peuvent étudier le grec et le latin).

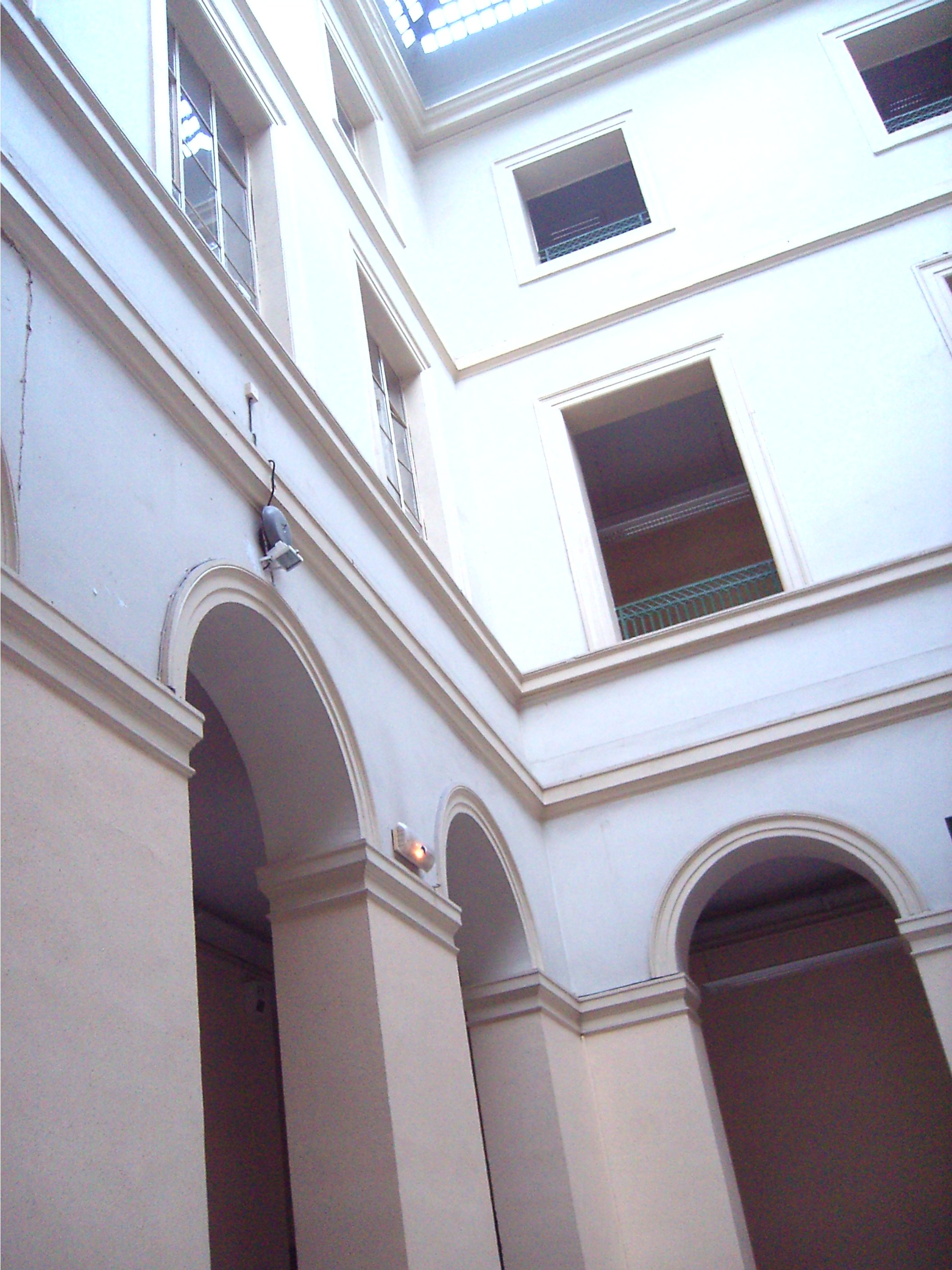
Intérieur du petit lycée Fabert de Metz.

### Tentatives de suppression
Après la Première Guerre mondiale, un mouvement d'opinion se développe en faveur de l'« école unique ». Il est mené notamment par la Ligue de l'enseignement et par le Syndicat national des instituteurs (SNI).
Il aboutit à deux mesures qui attribuent l'enseignement dans les petits lycées à des instituteurs (décret du 12 septembre 1925) et alignent les programmes du petit lycée sur ceux du primaire (arrêté du 11 février 1926). La suppression du concours de professeur des classes élémentaires des lycées est décidée pour le 1er octobre 1926, la session 1927 étant maintenue.
Toutefois, les noms traditionnels des classes (onzième, dixième, etc.) subsistent. De plus, ces classes restent payantes même avec la gratuité du secondaire.
Le 5 mars 1937, le ministre de l'Éducation nationale Jean Zay dépose un projet de loi prévoyant notamment la suppression des petits lycées. Et, par décret, le 1er juin, il réorganise son ministère, rattachant les petites classes des lycées à une direction du premier degré.
Cependant, le 15 aout 1941, le concours de professeur des classes élémentaires des lycées est rétabli.
Enfin, par l'ordonnance du 3 mars 1945, les petits lycées sont supprimés officiellement.

### Disparition

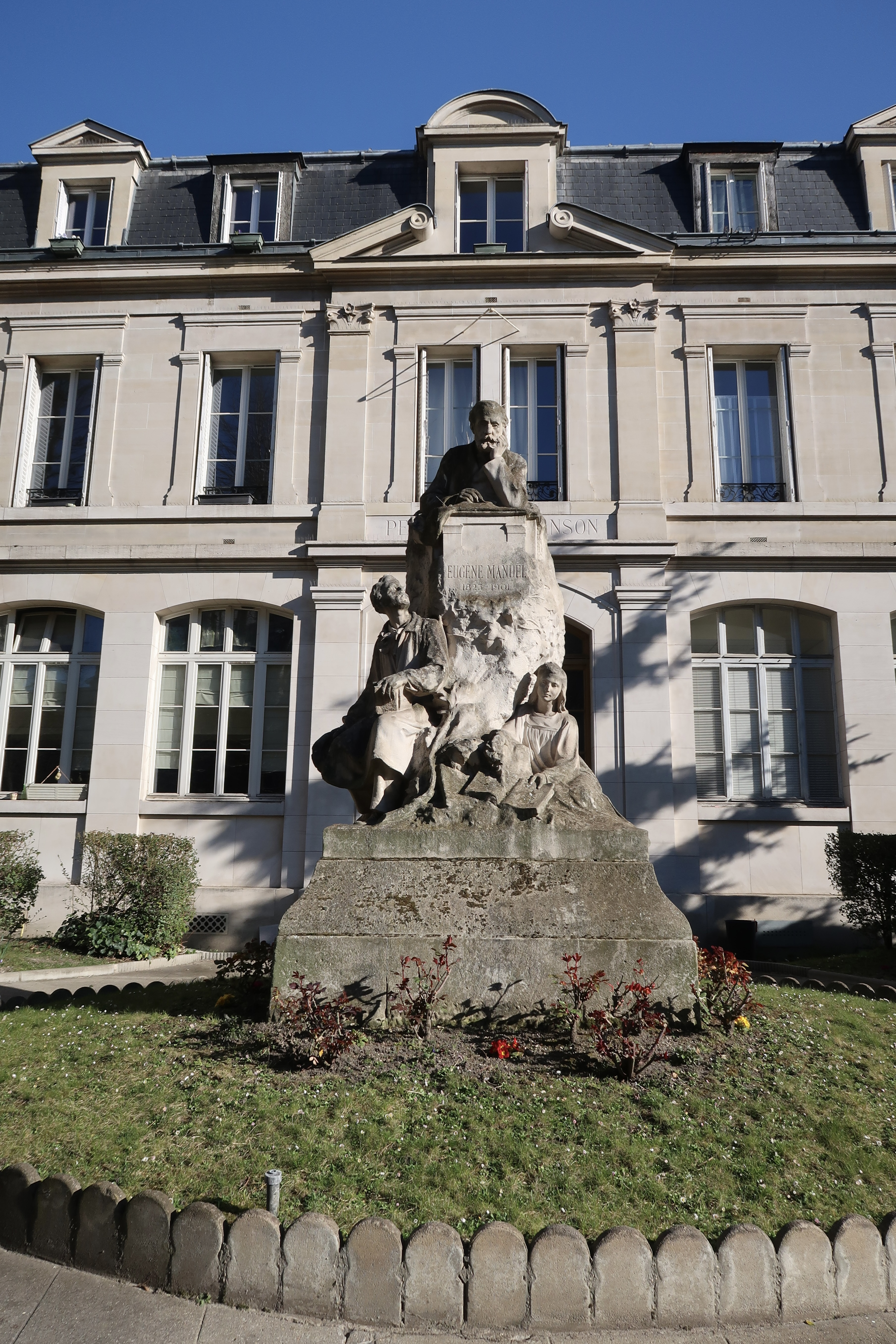
Monument à Eugène Manuel dans la cour du petit lycée Janson-de-Sailly, à Paris.

En dépit des mesures de 1925, de 1937 et de 1945, les petits lycées sont toujours là. Ces « trois condamnations à mort » restent sans effet. Il faut attendre les années 1960 pour que les petits lycées disparaissent sans bruit, sans qu'aucune consigne ne soit donnée aux chefs d'établissement. En effet, un afflux croissant d'élèves oblige les proviseurs à ouvrir de nouvelles classes de second cycle et de préparation aux grandes écoles. Aussi ferment-ils tout simplement leurs petites classes pour disposer de locaux (dans le lycée Janson-de-Sailly, par exemple, cette réforme s'accomplit en cinq ans). En 1963-1964, les petites classes disparaissent dans les statistiques.
Ces classes comptaient 16 000 élèves en 1881, 31 000 en 1913 et plus de 55 000 en 1939.